# Burrice coletiva
Burrice das multidões ou burrice coletiva é um termo criado por Kathy Sierra ao se referir a aspectos negativos do conceito de inteligência coletiva. O conceito de Burrice Coletiva apresenta a ideia de que os mecanismos da inteligência coletiva podem acabar ofuscando a essência das pessoas e de suas contribuições. O engano acontece ao se pensar que a sabedoria se perpetua à medida que um grupo maior de pessoas tem acesso a ela e podem consequentemente contribuir para a robustez do problema, quando na verdade, o "coletivo" de "inteligência coletiva" deveria se referir a um grupo de pessoas específicas que possuem conhecimento independente. Kathy Sierra resume seu ponto de vista com termos como: "A arte não pode ser feita por um comitê", "grandes designs não são feitos por consenso" e "verdadeira sabedoria não vem da multidão".

## Burrice coletiva segundo James Surowieck
Segundo James Surowieck, em seu livro Sabedoria das Multidões, uma “multidão sábia” é estruturada  em quatro pilares:
1. Diversidade de opiniões: Cada pessoa deve ter informações privadas mesmo se forem apenas uma interpretação excêntrica dos fatos conhecidos.
2. Independência: A opinião das pessoas não é determinada pelas opiniões daqueles aos seu redor.
3. Descentralização: As pessoas estão capacitadas de se especializar e extrair do conhecimento local.
4. Agregação: A existência de algum mecanismo para tornar julgamentos individuais numa decisão coletiva.

A crítica mais contundente a este modelo é o efeito dominó que acontece quando as pessoas observam as decisões dos outros e acabam sendo levadas a fazerem a mesma escolha feita pelos primeiros, não levando em consideração os seus próprios critérios. Posts copiados, tuítes retuitados e conteúdos compartilhados sem a confirmação da sua veracidade ou relevância, gerando como consequência pessoas com perfis falsos e objetivos maliciosos espalhando falsas informações (trolls e fakes são como são chamadas as pessoas que tendem a ter esse comportamento). Em alguns casos inteligência coletiva poderia ter seu conceito deturpado ao analisar situações em que as massas produzem um julgamento errôneo, fazendo assim com que sua cognição ou cooperação falhem porque (num sentido ou outro) os membros da massa estão muito conscientes das opiniões dos outros e começam a imitar um ao outro e a se conformarem ao invés de pensar individualmente. Além disso, pode acontecer de um ambiente de tomada de decisões não estar preparado para aceitar uma grande quantidade de pessoas e por consequência os benefícios vindos de julgamento individual e de informações pessoais serem perdidos. Assim, o melhor que a massa conseguirá fazer é o melhor que o membro mais inteligente puder, ao invés de ter uma performance melhor. 
Histórias detalhadas desse tipo de falhas de acordo com James Surowieck incluem:
Muita centralização: por exemplo, o desastre com o vai-e-vem espacial Columbia, em que ele culpa uma burocracia de gestão hierárquica da NASA que estava totalmente fechada para as opiniões de engenheiros de hierarquia inferior.[carece de fontes?]
Muita divisão: podemos usar como exemplo, o caso 11 de Setembro de 2001 quando a Inteligência americana falhou em prevenir os ataques, parcialmente porque informações possuídas por uma subdivisão não estavam acessíveis a outras. O argumento de Surowieck é que essas massas (dos analistas da inteligência, no caso) trabalham melhor quando eles escolhem por eles mesmos em que trabalhar e de que informações eles precisam. (Ele cita o isolamento do vírus do SARS como um exemplo de livre troca de informações para laboratórios em todo mundo de forma a coordenar a pesquisa sem um ponto central de controle).[carece de fontes?]
Muita imitação: Quando as escolhas são visíveis e feitas em sequência, uma "cascata de informação" pode acontecer de modo que apenas os poucos primeiros tomadores de decisão lucram algo observando as opções de decisão disponíveis: quando isso acontece é muito mais eficiente para todo o resto simplesmente copiar aqueles ao seu redor.[carece de fontes?]

## Burrice coletiva segundo Tim O’Reilly
Segundo Tim O’Reilly, a ideia de aproveitar a inteligência coletiva pode ser mal compreendida, já que dá a entender que é preciso buscar um consenso entre todas as opiniões ou a média de opiniões muito divergentes. Segundo ele, a regra mais importante para fazer sucesso na internet é aproveitar o alto número de pessoas acessando seu serviço e a facilidade de poder colher contribuições dos usuários, agregando valor ao serviço, em prol dos usuários. Essa contribuição pode vir em forma de votos, que definem qual conteúdo é o melhor, pode ser o próprio conteúdo do serviço, como acontece nos sites colaborativos, pode ser na organização do conteúdo, com palavras-chave (tags), pode ser o feedback do usuário de um programa online, pode ser uma simples compra, que acaba ensinando ao sistema a fazer recomendações no futuro. Enfim, as possibilidades são infinitas. O mau entendimento seria achar que para aproveitar esta sabedoria coletiva, seria preciso buscar um consenso entre todas as opiniões e participações, ou que a média de opiniões muito divergentes deve ser a melhor opção.
Em uma entrevista para um jornal brasileiro, Tim O’Reilly discute sobre Inteligência coletiva, suas vantagens e desvantagens em alguns exemplos bem atuais:
A respeito da relação quantidade vs qualidade: "É possível que grandes grupos de pessoas possam ser mais burros que indivíduos. Se for um simples algoritmo de votação por exemplo, sites como o Digg, que permitem que as pessoas sugiram notícias, são facilmente feitos de refém. Mas o Google possui um tipo de elemento de "sabedoria das multidões" -- ele leva em consideração quantos outros sites conectam-se a uma determinada página. Ao mesmo tempo, ainda há pessoas questionando a qualidade dos resultados. Vejamos um exemplo interessante: existe um parque nacional no Alaska chamado Glacier Bay National Park. O Google pensou: "Estamos dando o resultado errado. As pessoas digitam Glacier Bay no campo de busca, e retornamos a elas o nome de uma fabricante de vasos sanitários". Eles estudaram os resultados e foi então que perceberam que na verdade havia mais pessoas procurando pela empresa de privadas Glacier Bay. Então o raciocínio humano de fato estava errado e o sistema foi mais inteligente." 
A respeito do Spam: "O Spam também é um exemplo de como grupos de pessoas juntas podem ser mais perigosas do que úteis. Mas pode também ser combatido pela sabedoria das multidões. As pessoas conseguem identificar o spam e essa se tornou uma técnica anti-spam bastante poderosa. Ingressaremos num mundo que não será apenas de pessoas expressando opiniões. Na realidade, é um mundo sobre concentração de dados distribuídos e inteligência em tempo real." 
A respeito das comunidades online: "Analise a história das comunidades de software livre. A história delas é bem longa, sendo assim um bom exemplo. Elas possuem uma abordagem em camadas e a Wikipédia copiou muito disso, o que explica seu ótimo trabalho. Qualquer pessoa pode fazer uma sugestão, enviar um relatório de falhas, enviar uma correção. Mas isso não é usado a menos que alguém em algum círculo interno diga: "Essa é boa, vou aplicar". E você só é convidado a fazer parte desse círculo interno depois de ter enviado um número suficiente de atualizações consideradas úteis."

## Inteligência coletiva vs burrice coletiva por Kathy Sierra
Kathy Sierra, em seu artigo The Dumbness of Crowds, também cita alguns exemplos de como pode haver conflitos entre os aspectos negativos e positivos de inteligência coletiva. De acordo com ela:
1. inteligência coletiva é um monte de gente escrevendo resenhas de livros na Amazon. Burrice das multidões é um monte de gente tentando escrever um romance junto.[2]
2. inteligência coletiva são todas as fotos no Flickr, tiradas por indivíduos independentes, e as novas ideias que surgiram aproveitando essas fotos (utilizando a API). Burrice das multidões é esperar que um grupo de pessoas crie e edite uma foto juntas.[2]
3. inteligência coletiva é pegar ideias de diferentes perspectivas e pessoas. Burrice das multidões é tirar cegamente uma média das ideias de diferentes pessoas e esperar algum incrível avanço. O maior problema aqui é mais o “cegamente” do que a média.[2]
4. inteligência coletiva é a Camiseteria, votando e discutindo camisetas que foram criadas por indivíduos independentes. Burrice das multidões seria esperar que a comunidade da Camiseteria criasse uma camiseta como um grupo unido, dirigido por consenso.[2]

Kathy Sierra sobre o desenvolvimento de software: "O consenso tem seu lugar. No desenvolvimento de software, por exemplo, eu penso que seja melhor trabalhar através de um consenso entre a equipe do que forçar ordens aos desenvolvedores contra sua vontade, o que só gera desanimo e desmotivação. Mas aproveitar a inteligência coletiva em um sistema não é, necessariamente, um movimento no sentido de obter um consenso de uma comunidade. É agregar aquilo que cada indivíduo tem de melhor, produzindo um resultado que agrega mais valor ao seu serviço."
No mesmo artigo, Kathy Sierra propõe a ideia de se criar um cão geneticamente modificado construído do zero e que será criado a partir das contribuições de todas as pessoas. Ou seja, cada pessoa poderá escolher como será uma parte especifica do cachorro. A partir dessa proposta Kathy propõe duas situações possíveis como resultado. Em uma delas, o cachorro acaba se tornando um animal genérico, como os animais que são usados em escolas infantis para fins educacionais. Na outra ponta, o animal criado é uma aberração, união de varias partes diferentes e comparável ao monstro Frankenstein. Ou seja, no final das contas teríamos algo genérico ou monstruoso, e nenhuma dessas situações refletiria um avanço real em nenhuma aspecto da era informacional.[carece de fontes?]

## Outros exemplos
- No Yahoo respostas, não é necessário que todas as pessoas que respondem a uma pergunta concordem. Pode haver respostas muito divergentes. E quem perguntou é que escolhe a melhor resposta.[5]
- Quem vota contra um candidato não deixa de se opor a ele só porque ele ganhou. Quem perde a eleição fica contrariado. Consenso é quando todo mundo concorda com uma situação, é o tal “denominador comum”. O consenso tem seu lugar. No desenvolvimento de software, por exemplo, talvez seja melhor trabalhar através de um consenso entre a equipe do que forçar ordens aos desenvolvedores contra sua vontade, o que só gera desanimo e desmotivação. Mas aproveitar a inteligência coletiva em um sistema não é, necessariamente, um movimento no sentido de obter um consenso de uma comunidade. É agregar aquilo que cada indivíduo tem de melhor, produzindo um resultado que agrega mais valor ao seu serviço.[5]
- A Wikipédia poderia ser um desastre, por buscar consenso entre os editores dos artigos, mas o trabalho dos administradores (tomando decisões que nem sempre são geradas pelo consenso) acaba sendo decisivo para a qualidade do conteúdo. Neste sentido, a Wikipédia aprendeu com o mundo do software livre, que também trabalha através de um consenso moderado.[5]
- Um link no Digg, por exemplo, não vai para a homepage depois de um grande debate e um consenso entre os milhares de usuários que viram o link. Vai depois que o sistema (que é projetado por um pequeno punhado de indivíduos) decide que deve ir. O sistema é influenciado por cada usuário, individualmente, dizendo se gostou ou se viu algum problema no link. É aí que está a inteligência coletiva.[5]
- Um link não fica em primeiro lugar no Google depois que todos os usuários da internet chegam a um consenso de que aquele link é o melhor. Mas o Google aproveita a inteligência coletiva, contando mais pontos para os links que são citados por muitos indivíduos independentes.[5]